# Africactenus fernandensis
Espèce
Synonymes
- Caloctenus fernandensis Simon, 1910

Africactenus fernandensis est une espèce d'araignées aranéomorphes de la famille des Ctenidae.

## Distribution
Cette espèce est endémique de Bioko en Guinée équatoriale.

## Description
Les femelles mesurent de 9,5 à 10 mm.

## Étymologie
Son nom d'espèce, composé de fernand[oo] et du suffixe latin -ensis, « qui vit dans, qui habite », lui a été donné en référence au lieu de sa découverte, Fernando Poo.

## Publication originale
- Simon, 1910 : Arachnides recueillis par L. Fea sur la côte occidentale d'Afrique. 2e partie. Annali del Museo Civico di Storia Naturale di Genova, vol. 44, p. 335-449 (texte intégral).